# Evangelische Kirche Fischingen

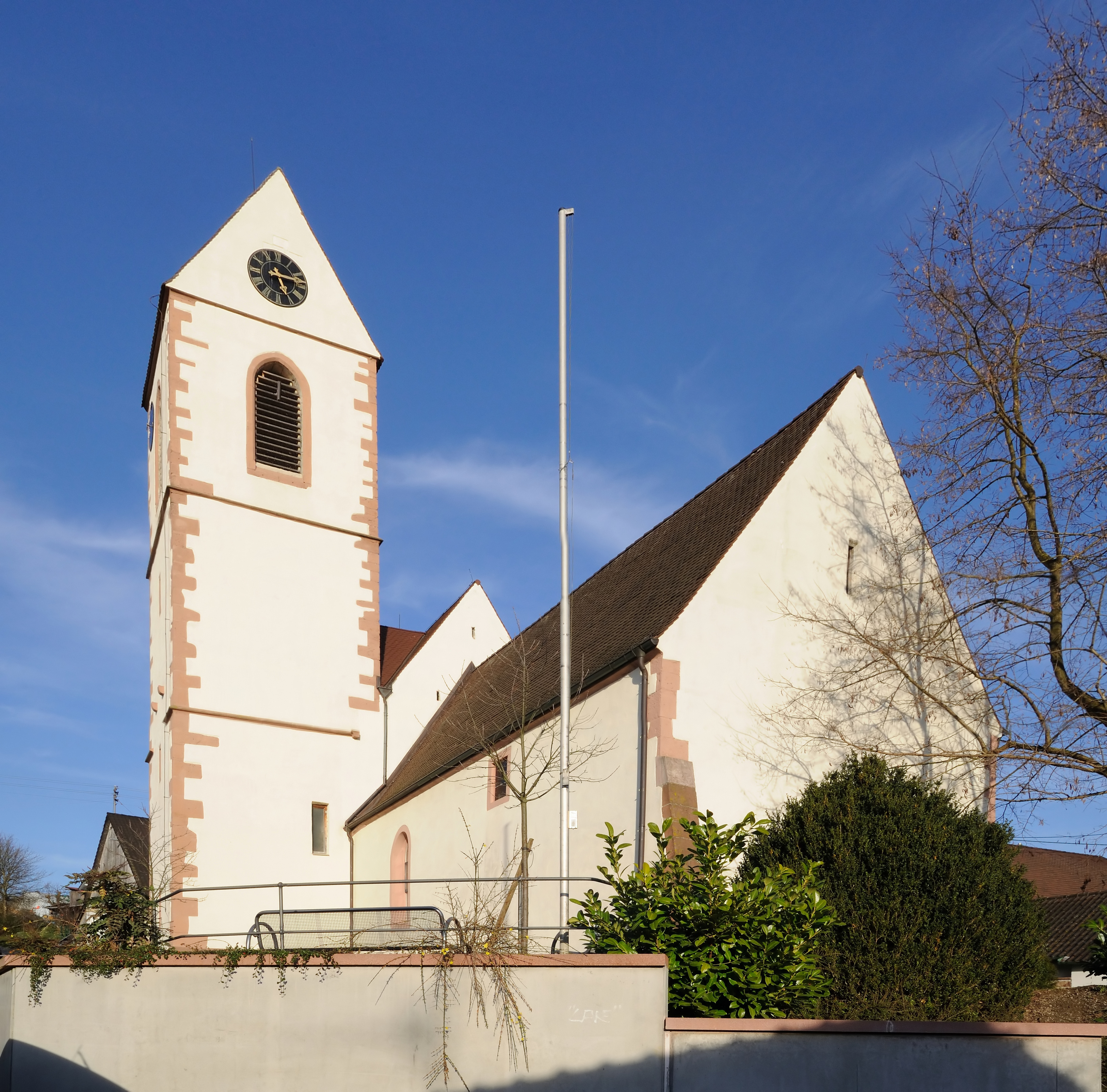
Fischinger Kirche von Westen

Die Evangelische Kirche Fischingen der gleichnamigen Gemeinde im Landkreis Lörrach wurde im 13. Jahrhundert erbaut und Anfang des 16. vergrößert. Ihr Vorgängerbau geht auf das 8. Jahrhundert zurück. Ihre Orgel von Anfang des 19. Jahrhunderts steht unter Denkmalschutz.

## Geschichte
Die erste urkundliche Erwähnung einer Kirche in Fischingen – dem heiligen Peter geweiht – geht auf das Jahr 772 zurück: „sacrasancta eclesia sancti Petri qui est constructa in villa, qui dicitur Fisgincas“. Grabungen 1971 im Inneren des heutigen Gebäudes bestätigten eine im 6. oder 7. Jahrhundert errichtete Kirche, die die Grundmauern eines römischen Bauwerks umschloss, möglicherweise einer Heiligenstätte. Wenn man die dahinter stehende Absicht auch nur vermuten kann (Helm…), ist dieser Bauplatz sicherlich bewusst gewählt worden, da vergleichbare Anlagen auch andernorts festzustellen sind. Wie ebenfalls mehrfach zu beobachten, wurde die Kirche im 45-Grad-Winkel versetzt auf den Resten des römischen Gebäudes errichtet. Der Grund dafür ist nicht bekannt; eigentlich hätte der Winkel etwa 90 Grad betragen müssen, um die Kirche wie üblich zu osten. Das annähernd quadratische Kirchenschiff wurde im (kirchlich gesehen) Osten durch eine Apsis, den abgerundeten Altarraum, abgeschlossen.
Eine Erweiterung im 8. Jahrhundert führte bereits zu einem rechteckigen Grundriss, der den seines Vorgängers vollständig beinhaltete; die Nordwand folgte dessen Fundament, während die Ost- und Südwand etwas, die Westwand erheblich hinausgerückt wurden. Der Chor lag leicht erhöht und mit einer Schranke vom Schiff getrennt. Innerhalb des Schiffs fand man ein Grab,  möglicherweise das des Stifters. An der Westseite hatte das Gebäude wahrscheinlich eine Vorhalle mit Taufanlage.
Auf den Fundamenten dieser Kirche entstand im 13. Jahrhundert ein Neubau mit einer Erweiterung nach Süden und Osten. Der Übergang vom Kirchenschiff zum Chor lag etwa an der alten Stelle und der Altar erhob sich ebenfalls auf dem Fundament des Vorgängers. Im 15. Jahrhundert erhielt dieser Bau eine vollständige Ausmalung durch Fresken, wobei aus den erhaltenen Resten zu schließen ist, dass im Westen bereits eine Empore stand.
Um 1525 wurde an das vorhandene Bauwerk – dessen Chor dadurch dem Kirchenschiff zugeschlagen wurde – ein neuer Chor angebaut, der vermutlich ebenfalls mit Fresken versehen wurde. Er ist etwas höher ausgeführt als das Kirchenschiff, vermutlich mit der nie verwirklichten Absicht, auch dieses zu erhöhen. Nördlich an den Chor wurde ein quadratischer, dreigeschossiger Glockenturm angebaut. Wohl im Zuge dieser Arbeiten wurden im Schiff große, rundbogige Fenster in die Seitenwände gebrochen. Dafür wurden die ursprünglichen kleinen gotischen Fenster vergrößert oder vermauert; nur an der Südwand blieb eines als Nische erhalten. 1739 wurde die Empore von der Westwand auf die Nordwand erweitert.
Im 19. Jahrhundert wurde die gesamte Kirche im neugotischen Stil umgestaltet. Dabei wurden die Fresken übertüncht. 1972/73 erfolgte zusammen mit dem Einbau einer Heizung eine umfassende Renovierung der Kirche, in deren Verlauf die erwähnten Grabungen vorgenommen wurden. Die Emporen wurden entfernt, ebenso die gesamte neugotische Ausstattung  (Böden, Fenster, Altar, Kanzel, Kirchenbänke). Die 1934 wiederentdeckten und damals nur über der ehemaligen Westempore freigelegten Fresken wurden nun vollständig wieder sichtbar gemacht.
2002/03 erfolgte eine weitere Sanierung, durch die vor allem der Erhalt der Fresken gesichert werden sollte.

## Beschreibung

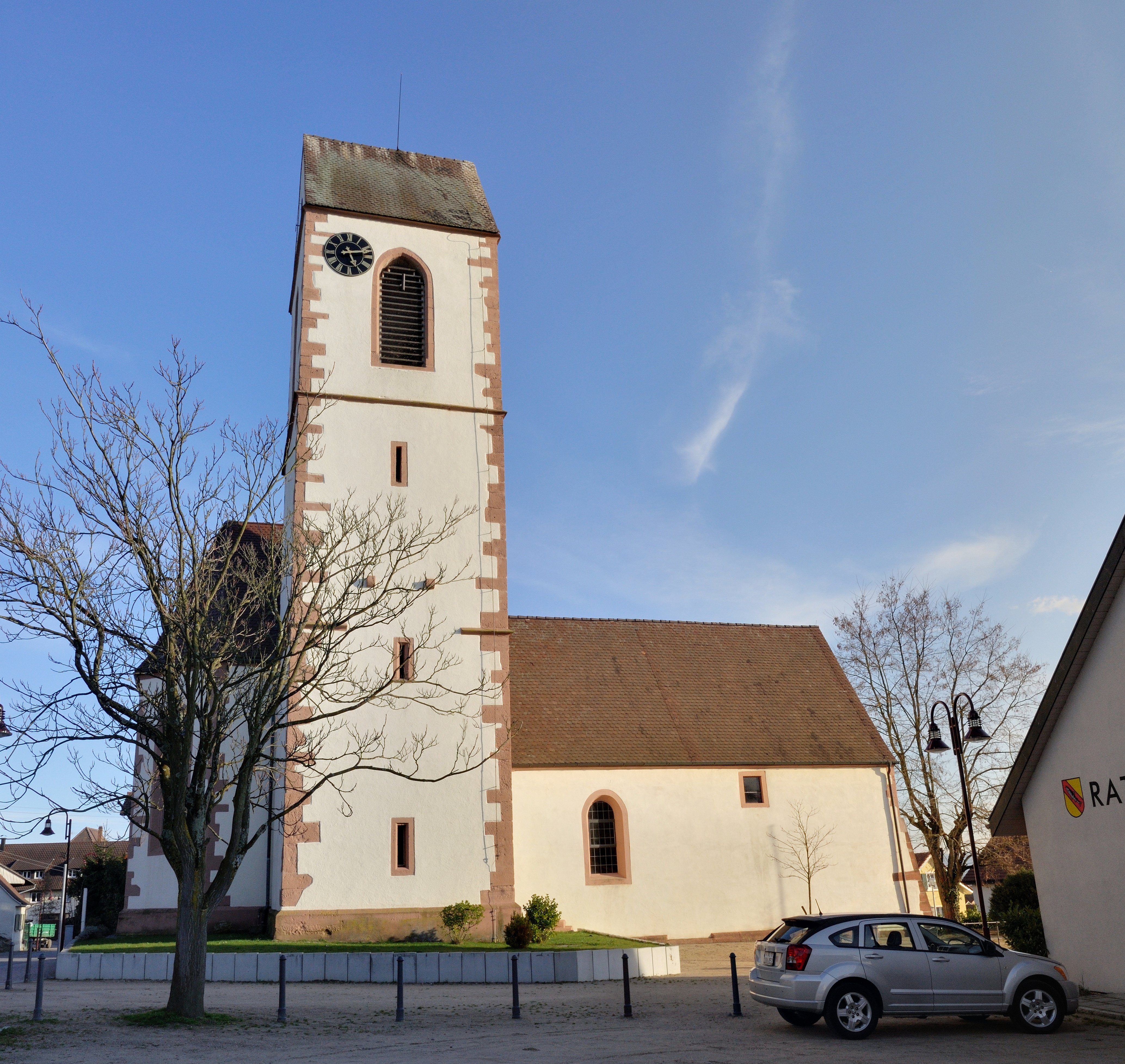
Blick von Norden

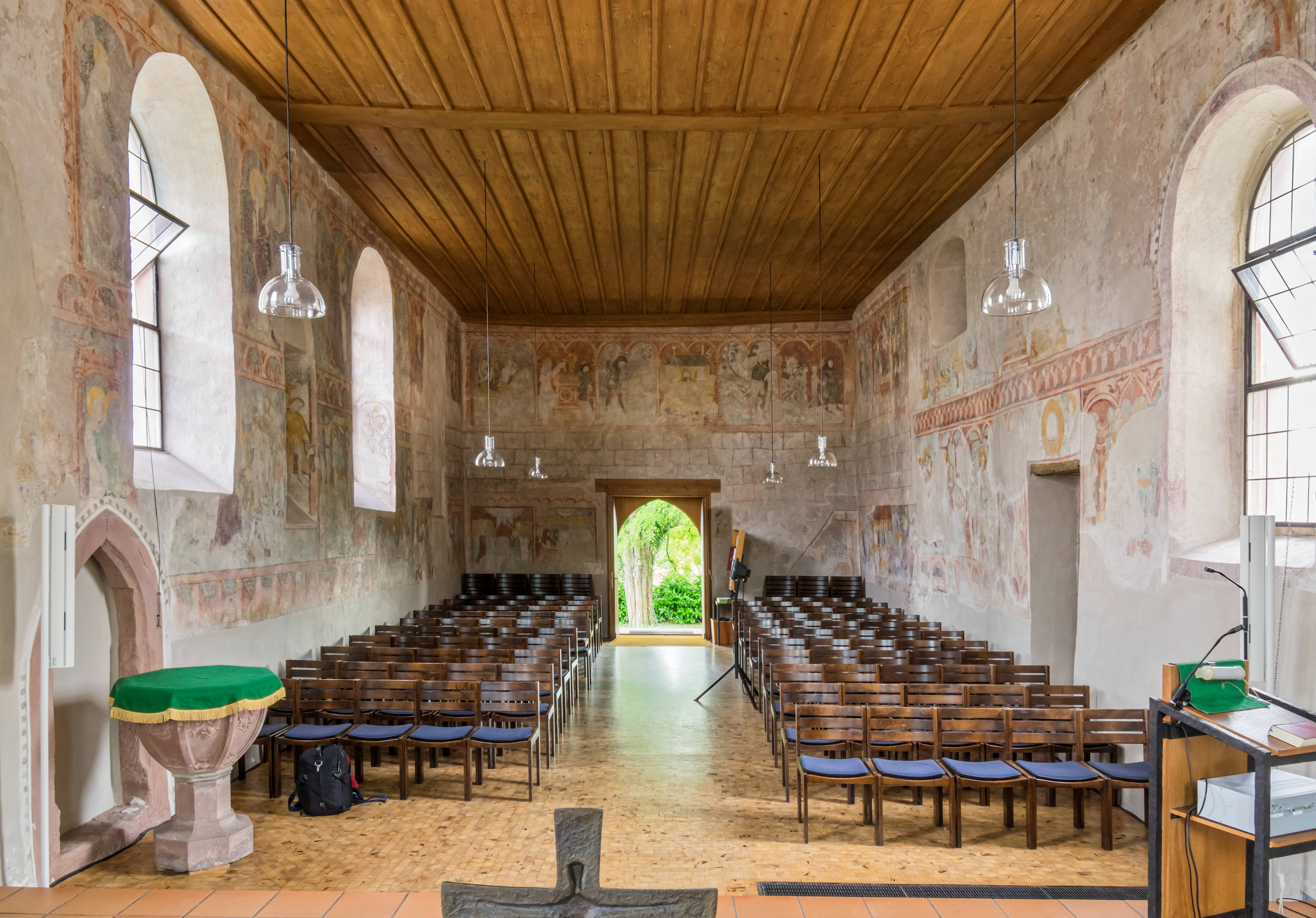
Blick zur Westwand der Kirche

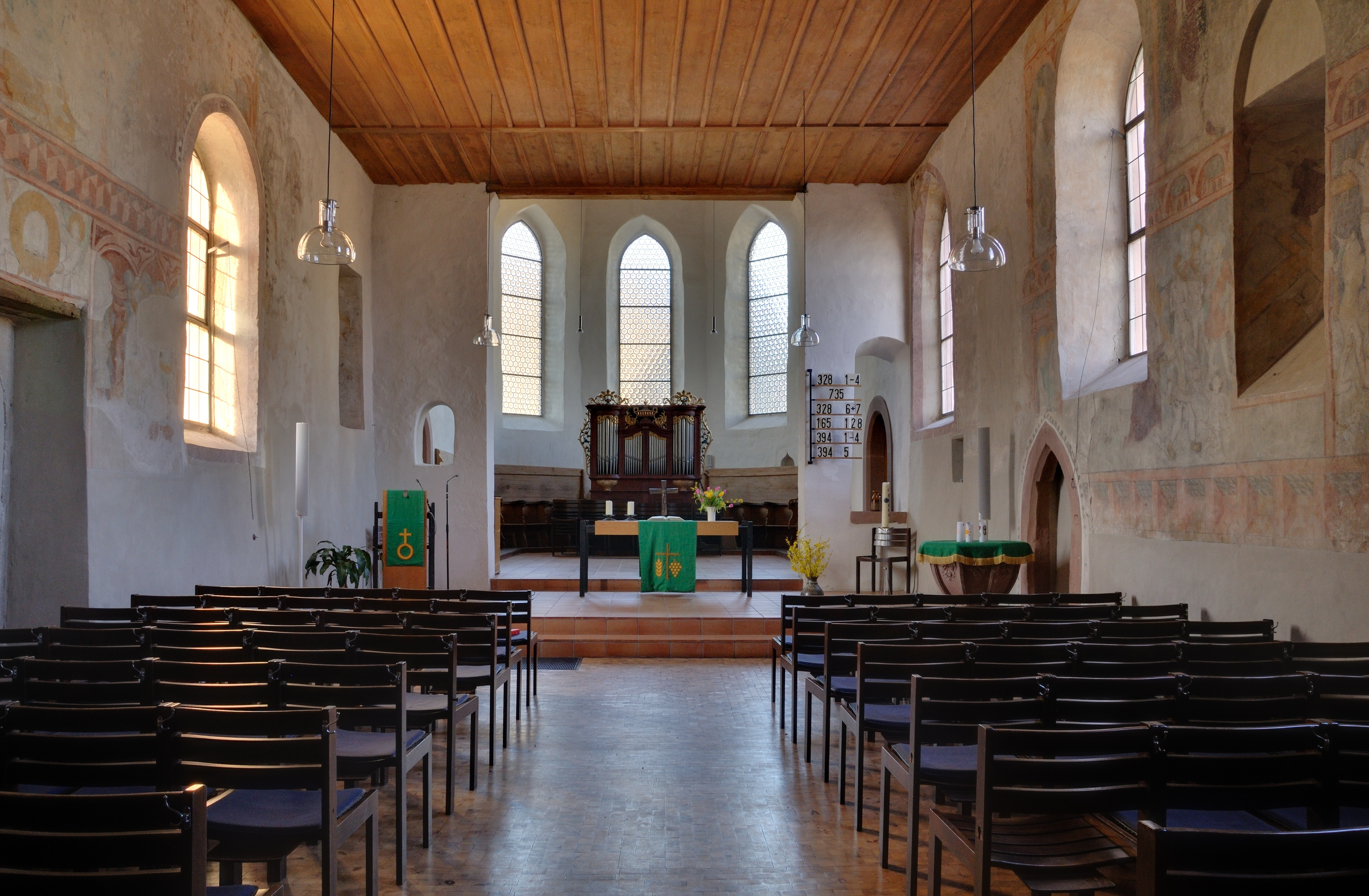
Blick in den Chor der Kirche

Die Kirche befindet sich im Dorfkern von Fischingen. Der Kirchturm steht auf felsigem Untergrund, das restliche Bauwerk aber auf Lehm. Dadurch ist das Gebäude nicht standfest genug, sodass immer wieder Risse im Mauerwerk und Schäden am Dach des Kirchenschiffs auftreten. Dies war schon im 19. Jahrhundert Anlass dafür, neben dem Kirchenportal Schrägpfeiler zur Abstützung des Mauerwerks hochzuziehen. Bei Untersuchungen anlässlich der Arbeiten 2002/03 war bis in eine Tiefe von 20 Metern kein aus Sicht heutiger Ingenieure tragfähiger Baugrund zu finden. Zur Sicherung des Fundaments wurden deshalb Betoninjektionen vorgenommen, die aber nicht die erwünschte Wirkung hatten. 2011 waren erneut Schäden aufgrund von Bewegungen im Untergrund festzustellen. „Diese Vorgänge finden so langsam statt, dass man sich nicht um den Erhalt […] sorgen muss. Den Untergrund zu verfestigen, ist bei der Mächtigkeit der Lehmschichten mit vertretbarem Aufwand nicht möglich“, erklärte Bürgermeister Axel Moick 2013, man werde daher gezwungen sein, die Kirche in regelmäßigen Abständen klassisch instand zu setzen.
Die Kirche besteht aus einem rechteckigen Langhaus aus dem 13. und einem höher versetzten Chor mit angesetztem Glockenturm aus dem 16. Jahrhundert. Chor und Kirchenschiff sind mit einem spitzwinkligen Satteldach gedeckt. Auch der dreigeschossige Turm verfügt über ein parallel zum Langhaus verlaufendes Satteldach. Im oberen Geschoss öffnen sich zu jeder Seite rundbogige Schallarkaden. Sowohl an den Dachgiebelseiten wie auch neben den Schallarkaden ist je ein Zifferblatt der Turmuhr angebracht. Der Turm erweckt einen wehrhaften Eindruck, denn er besitzt lediglich schmale Schlitze zur Belichtung der einzelnen Stockwerke. Er ist vom Untergeschoss bis zur Dachunterkante mit einer Eckquaderung versehen, wie sie auch der Chor und die erwähnten Schrägpfeiler an der Westwand aufweisen.
Im Inneren ist die Kirche mit einer flachen Holzdecke gedeckt. Der um eine Stufe erhöhte Chor mit polygonalem Abschluss wird durch zwei seitliche Stummelwände, in denen sich nördlich ein kleiner und südlich ein größerer rundbogiger Durchbruch befinden, optisch vom Kirchenschiff abgetrennt. Drei Spitzbogenfenster sind – wie alle Fenster der Kirche – klar verglast und haben kein Maßwerk. Im Chor befindet sich die einzige Tür, durch die der Turm zu erreichen ist.
Durch die im Übrigen nicht durchbrochene Westwand führt das einfache hölzerne Eingangsportal in das Gebäude.  Auf ihrer Nordseite sind noch die Stufen der ehemaligen Treppe zur Empore zu erkennen.
Die Nordwand ist durch nur ein großes Fenster geöffnet, das ein ursprüngliches Fenster der Kirche aus dem 13. Jahrhundert ersetzt hat. Daneben hat sie nur noch ein kleines, unterhalb der Decke befindliches, modern farbig verglastes Fenster. Eine Fensternische des Chors der Kirche aus dem 13. Jahrhundert, die sich heute unmittelbar vor dem Chor aus dem 16. Jahrhundert befindet, ist vermauert. Dasselbe gilt für die ehemalige „Frauentür“ – es war früher üblich, dass Männer und Frauen die Kirche getrennt betraten und auf unterschiedlichen Seiten saßen.
In der Südwand befinden sich drei etwas unterschiedlich große Fenster. Zumindest eins hat auch auf dieser Seite ein Fenster der Kirche aus dem 13. Jahrhundert ersetzt. Zwei der vormaligen Fenster sind noch zu erkennen, das eine wandbündig zugemauert, von dem anderen ist die Fensterlaibung erhalten. In der auch vermauerten Männertür steht heute ein gotischer Taufstein. Unterhalb des letzten Fensters vor dem Chor ist eine kleine Nische zu sehen, die Sakramentsnische des ursprünglichen Chores aus dem 13. Jahrhundert.

## Wandmalereien

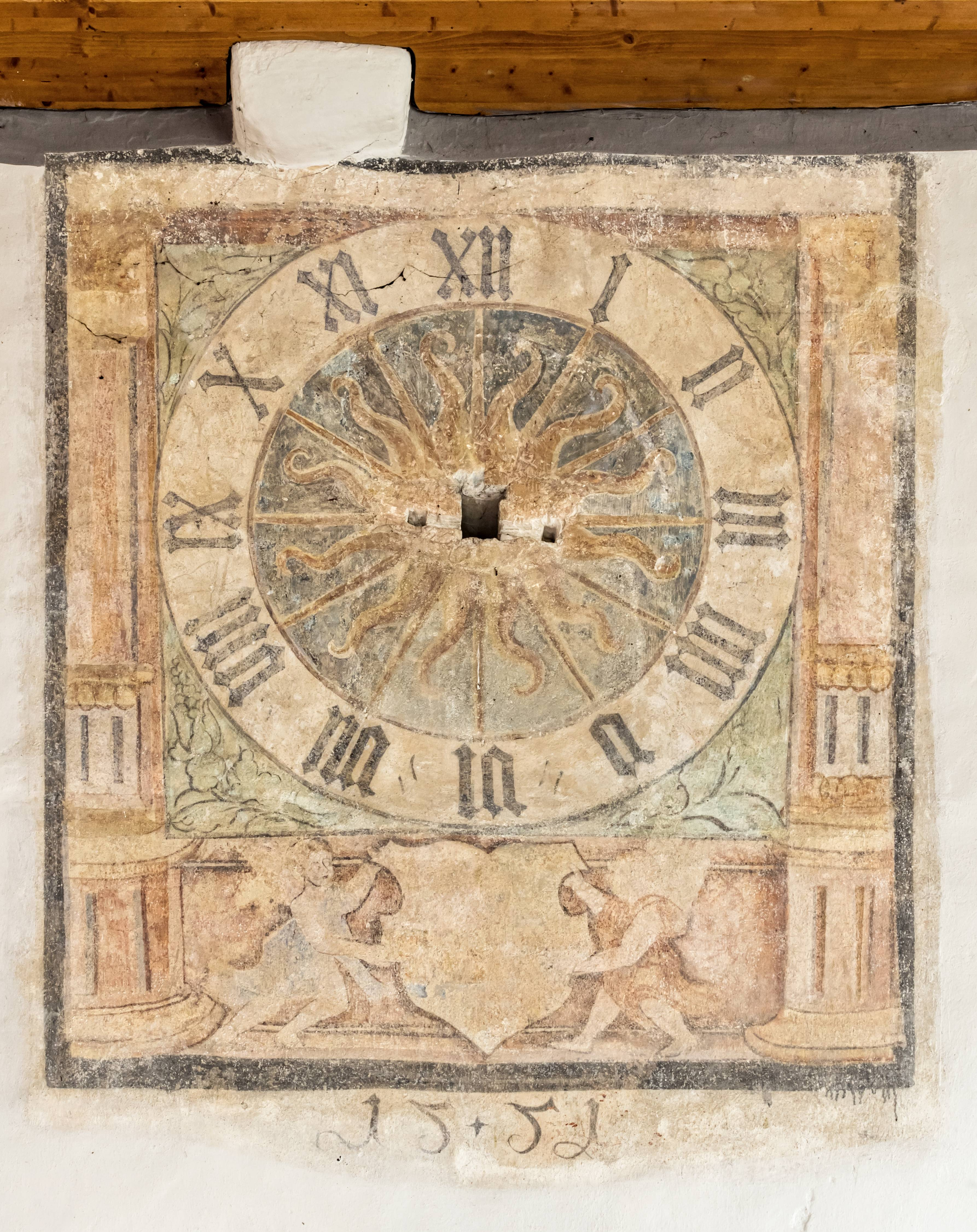
Gemalte Uhr im Chor der Kirche

1934 wurden die Wandmalereien von 1420–1430 wiederentdeckt und als zusammenhängender Bildzyklus mit Darstellungen des Alten Testaments erkannt. Aus Zeit- und Kostengründen erfolgte die Freilegung durch die Kunstwerkstätte der Gebrüder Mezger aus Überlingen lediglich in dem Bereich oberhalb der damaligen Westempore. Bei der Renovierung 1972/73 wurde dann auch die Malerei an der Nord- und Südwand des Kirchenschiffs wieder sichtbar gemacht. Es wird vermutet, dass auch der Chor (um 1528) ausgemalt worden ist; dort beschränkte man sich aber auf die Freilegung einer auf die Wand gemalten Uhr, datiert auf 1551; weitere Fragmente sind unter der Tünche verborgen. 1984 erfolgte eine Bestandsaufnahme und Dokumentation der Malerei durch Hermann Kühn aus München. In der Folge wurden immer wieder Konservierungsarbeiten zur Malschichtfestigung, Reinigung, Entsalzung und Unterfütterung der durch die Rissbildung des Gebäudes entstehenden Schäden durchgeführt.
In den einzelnen Bildern sind die Figuren nebeneinander ausgebreitet. „Die nach byzantinischem Muster aufgereihten Figuren waren ein probates Stilmittel, um Harmonie und Eintracht zu suggerieren. Räumlichkeit ist allenfalls angedeutet, weswegen die Gestalten – etwa im Gegensatz zu den Blansinger Meistern – nicht so plastisch ausgeformt sind. Stattdessen dominiert das zeichnerische Element.“ Es sind deutlich zwei Malereiphasen zu erkennen bzw. lässt die Handschrift auf zwei Künstler schließen; möglicherweise war mit den Ornamenten noch ein dritter befasst. Aus dem im Übrigen einheitlichen Malereischema fallen nur wenige Motive heraus: ein Fresko mit der Legende des heiligen Alexius im Bereich der ehemaligen Emporentreppe an der Westwand und ein Heiliger (St. Nikolaus?) mit der heiligen Barbara in der Nische des Fensters vom ehemaligen Chor an der Nordwand.

### Altes Testament
Im oberen Fries sind einzelne Szenen jeweils in einem Arkadenfeld dargestellt, abwechselnd auf rotem und grünem Hintergrund. Diese Felder werden durch eine durchgehende Bekrönung mit Zwergarkaden und einer darüber gemalten Reihe von Zinnen zusammengefasst. Nach unten ist der Fries – soweit die Wände nicht mit einem aufgemalten Quadermauerwerk versehen sind – von den Schmuckborten des darunter befindlichen Bildfrieses begrenzt. Der Fries enthält zunächst Szenen aus dem Alten Testament, die alle von der Hand eines Künstlers stammen. Er ist an der Nordwand beginnend zu lesen und enthält am Anfang natürlich die Schöpfungsgeschichte. Allerdings sind die ersten Schöpfungstage nur fragmentarisch erhalten bzw. durch den Fenstereinbruch zerstört, wie auch ein weiteres Bild, das den Sündenfall gezeigt haben muss. Der Fries setzt sich über die Westwand bis in die Nordwand fort und endet dort mit der Opferung Isaaks.

Der obere Bilderfries
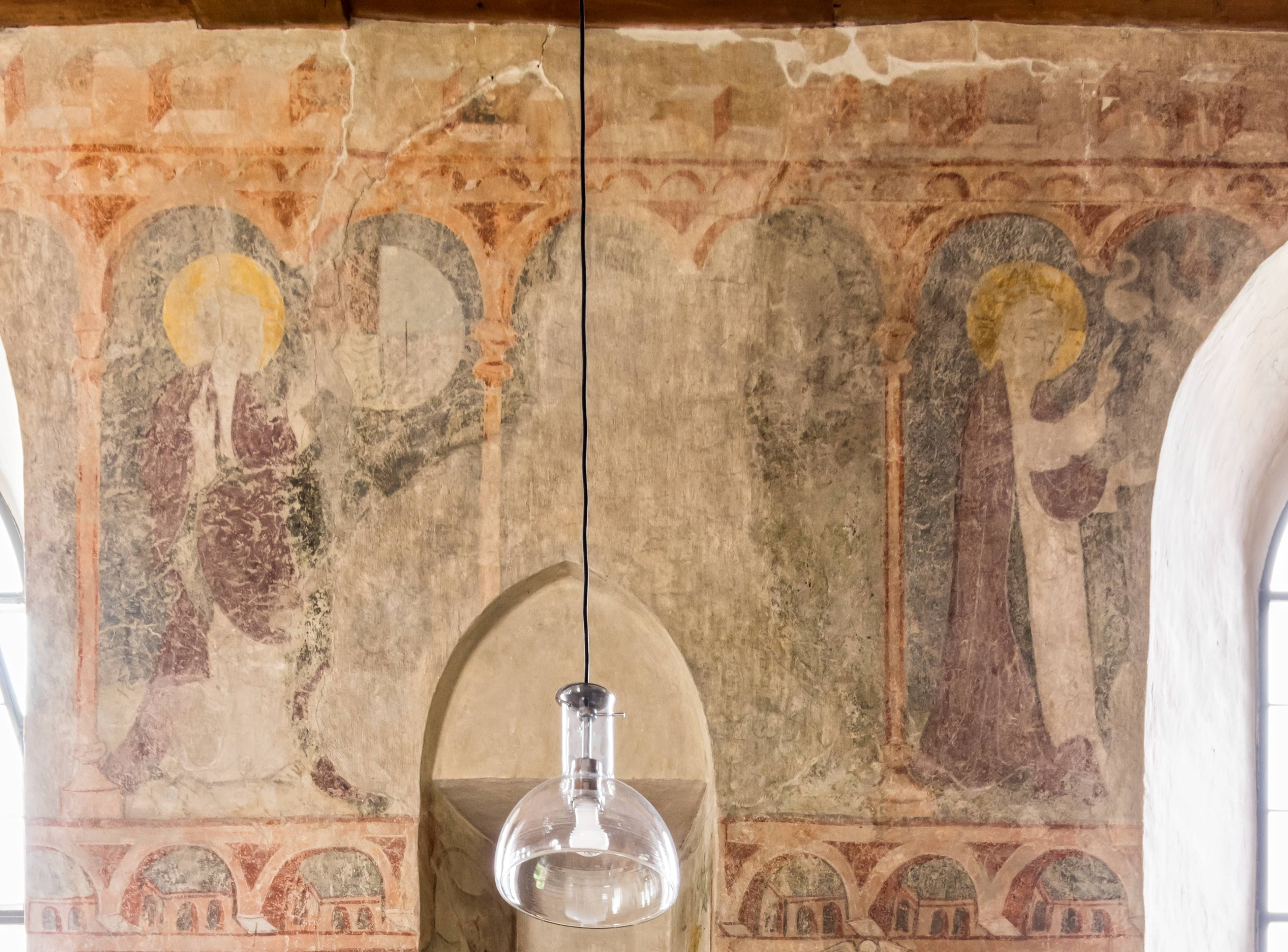
Südwand links: Gott schafft Himmel, Erde und Wasser / nicht erhalten / Gott schafft die Vögel
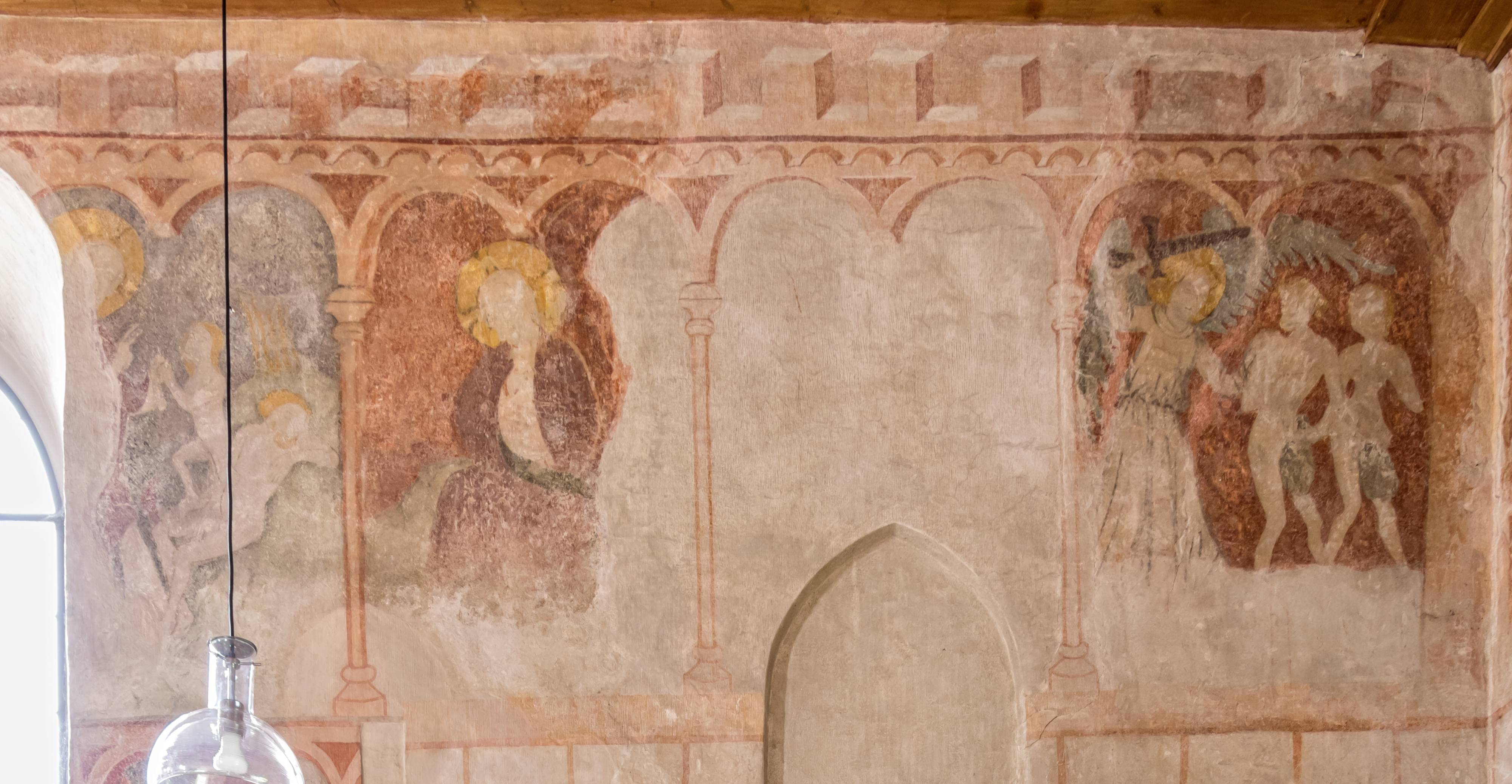
Südwand rechts: Gott schafft Eva / Sabbatruhe des Schöpfers (selten dargestellt) / nicht erhalten / Vertreibung aus dem Paradies
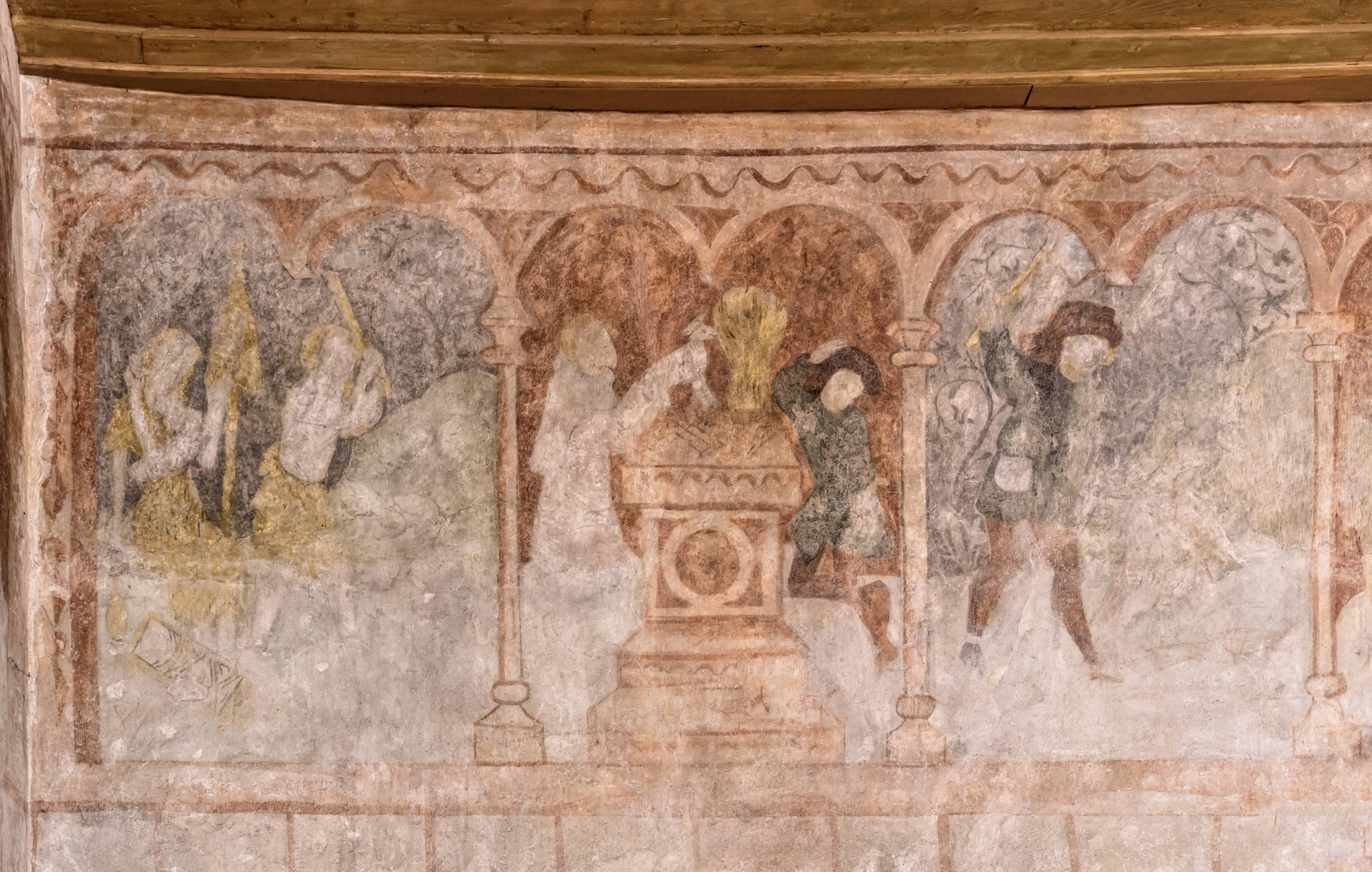
Westwand links: Adam und Eva arbeiten / Opfer Kains und Abels / Kain ermordet Abel
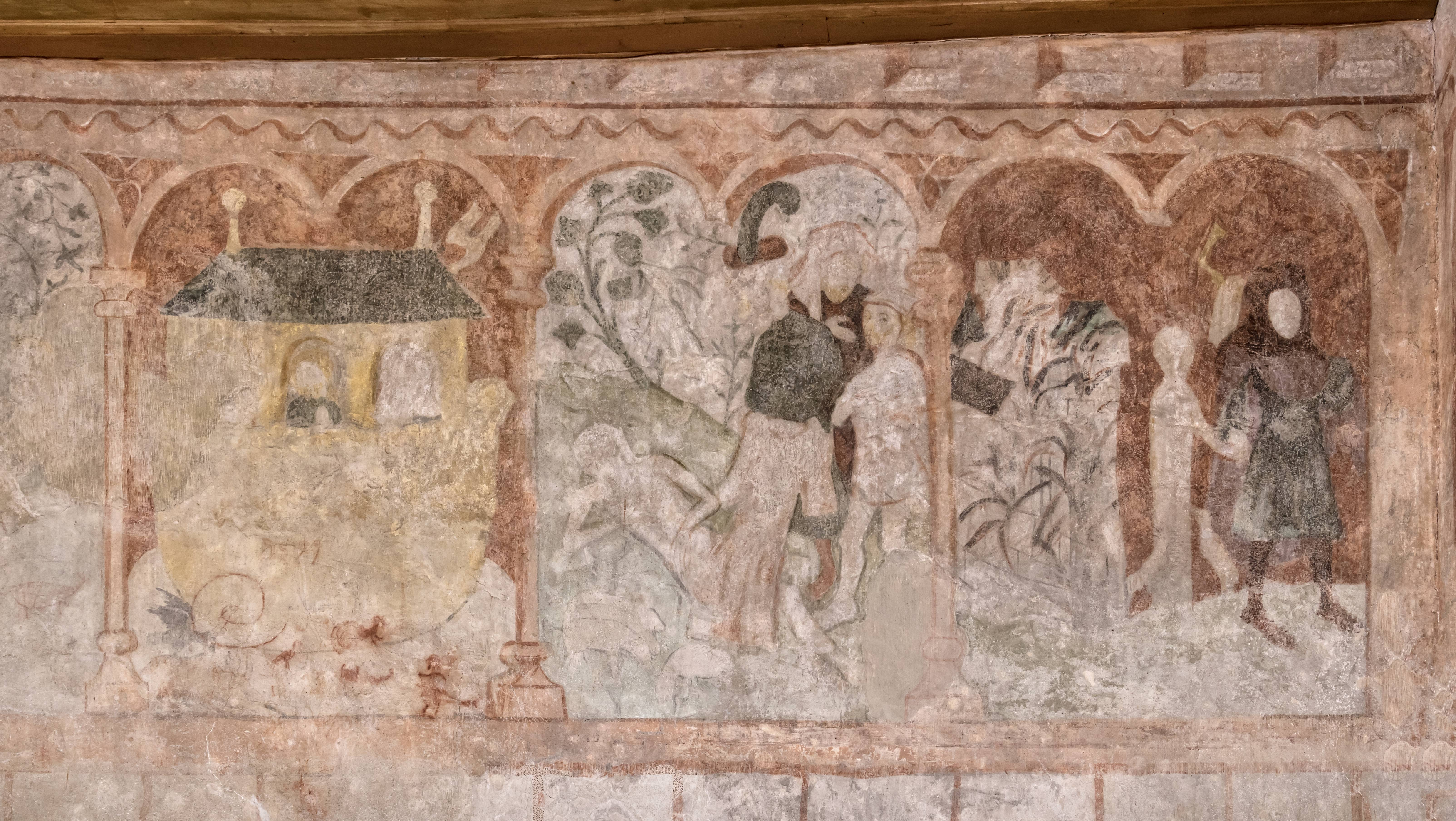
Westwand rechts: Arche Noah / Der berauschte Noah (selten dargestellt) / Untergang Sodoms
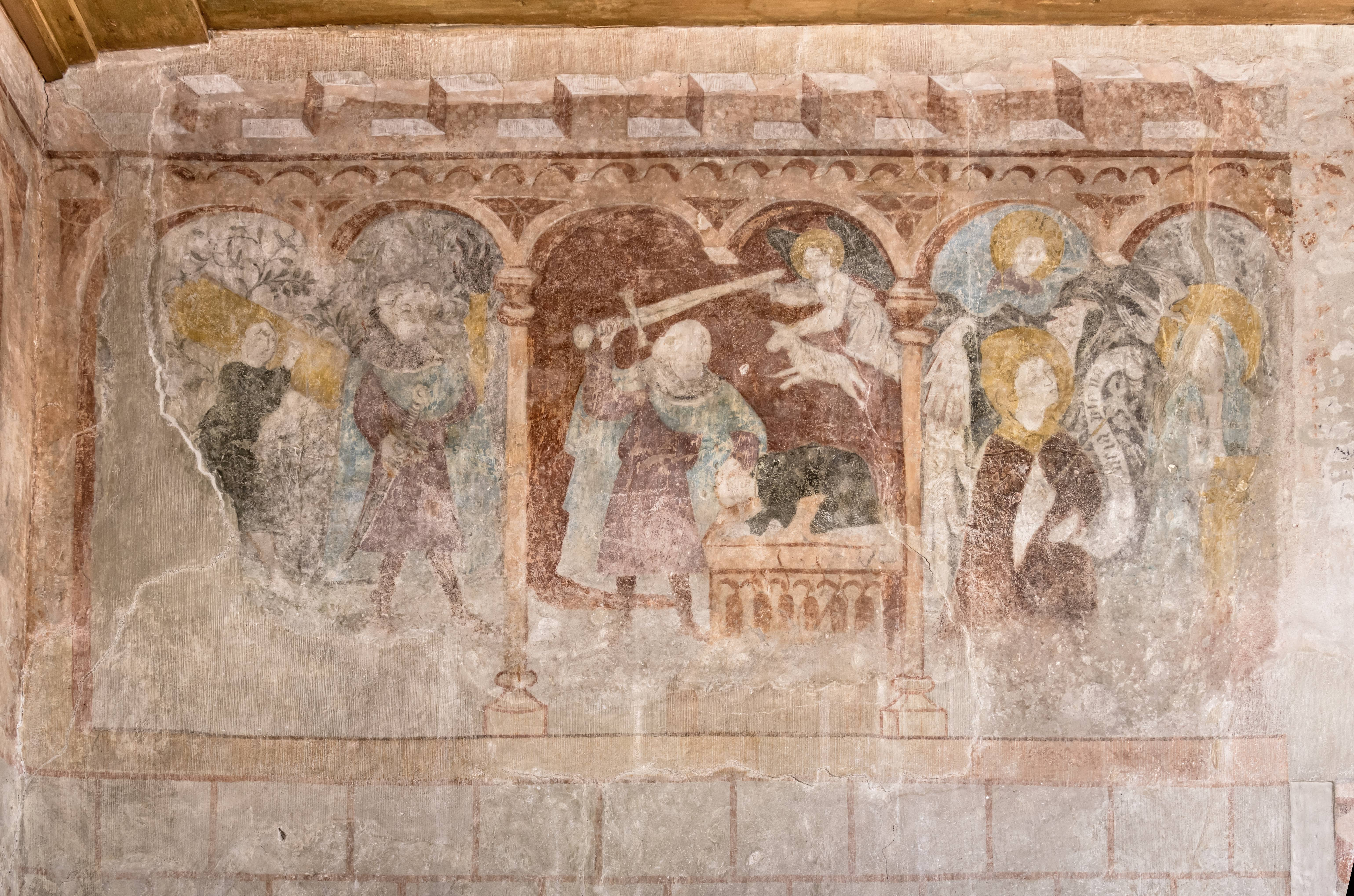
Nordwand links: Abraham und Isaak / Isaaks Opferung / Mariä Verkündigung
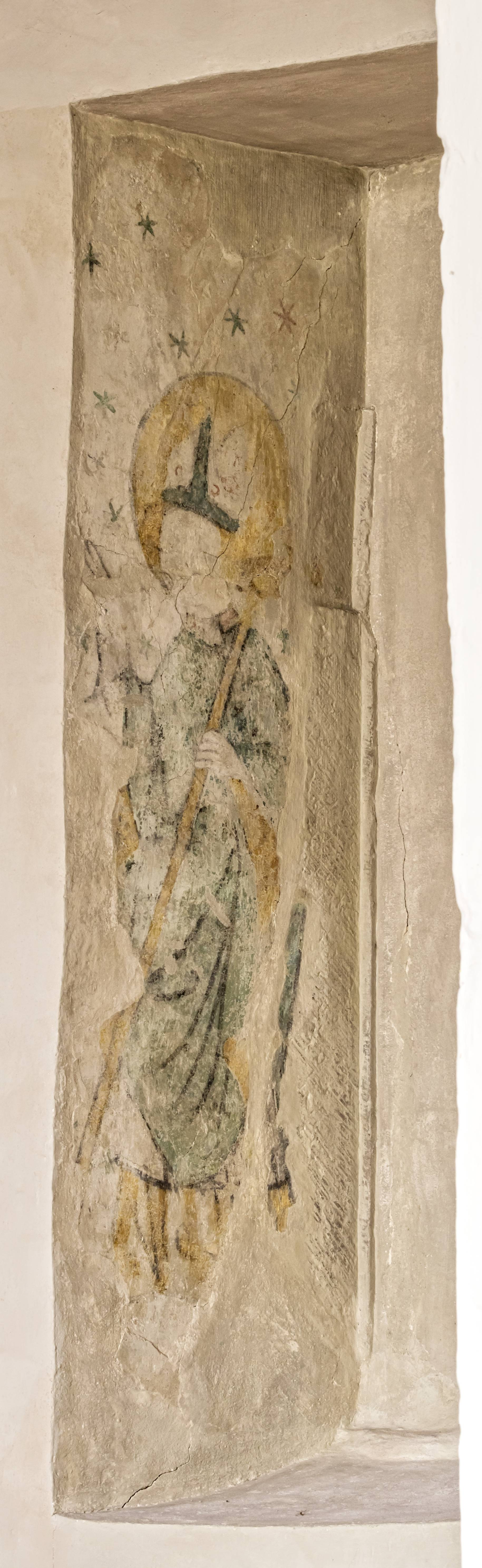
Nordwand rechts: Heiliger: St. Nikolaus (?)

### Neues Testament
Die Bilderzählungen aus dem Neuen Testament beginnen gleich im Anschluss an die aus dem Alten Testament im oberen Fries an der Nordwand. Hier war der zweite Künstler tätig: „Die Figuren stehen anders im Bild, sie sprengen den Rahmen; der Engel ist mit einem Chormantel bekleidet im Gegensatz zu den Engeln der alttestamentlichen Szenen. Obwohl die gleiche Rahmung der Bilder weiterführt, hat hier ein anderer Meister weitergearbeitet, ein jüngerer.“ Leider ist dort nur noch Mariä Verkündigung zu erkennen; die weiteren Gemälde sind nur noch fragmentarisch erhalten oder völlig zerstört. Die Geschichte wird jedoch im unteren Fries auf derselben Wand fortgesetzt, zunächst in drei rechteckigen Bildern ohne Rahmung, dann entsprechend dem oberen Fries mit teilweise nicht erhaltenen Szenen, die von Arkaden gerahmt sind. Die weiteren Bilder sind wieder rechteckig ohne Rahmung, beginnend gegenüber auf der Südwand mit Kreuzigung und Auferstehung und endend an der Westwand mit der Himmelfahrt. Hier sind die Bilder nicht mehr abwechselnd auf rotem und grünem Grund. Auch der untere Fries wird – soweit die Wände nicht das Quadermauerwerk zeigen – mit Schmuckborten zusammengehalten, die unten Arkadenbögen oder Kassetten zeigen und oben Würfel oder von Bögen umrahmte Häuser. „Diese Darstellungen sind von einem dritten Meistergearbeitet worden, der den Blansinger Meistern nähersteht als denen in Fischingen.“

Der untere Bilderfries
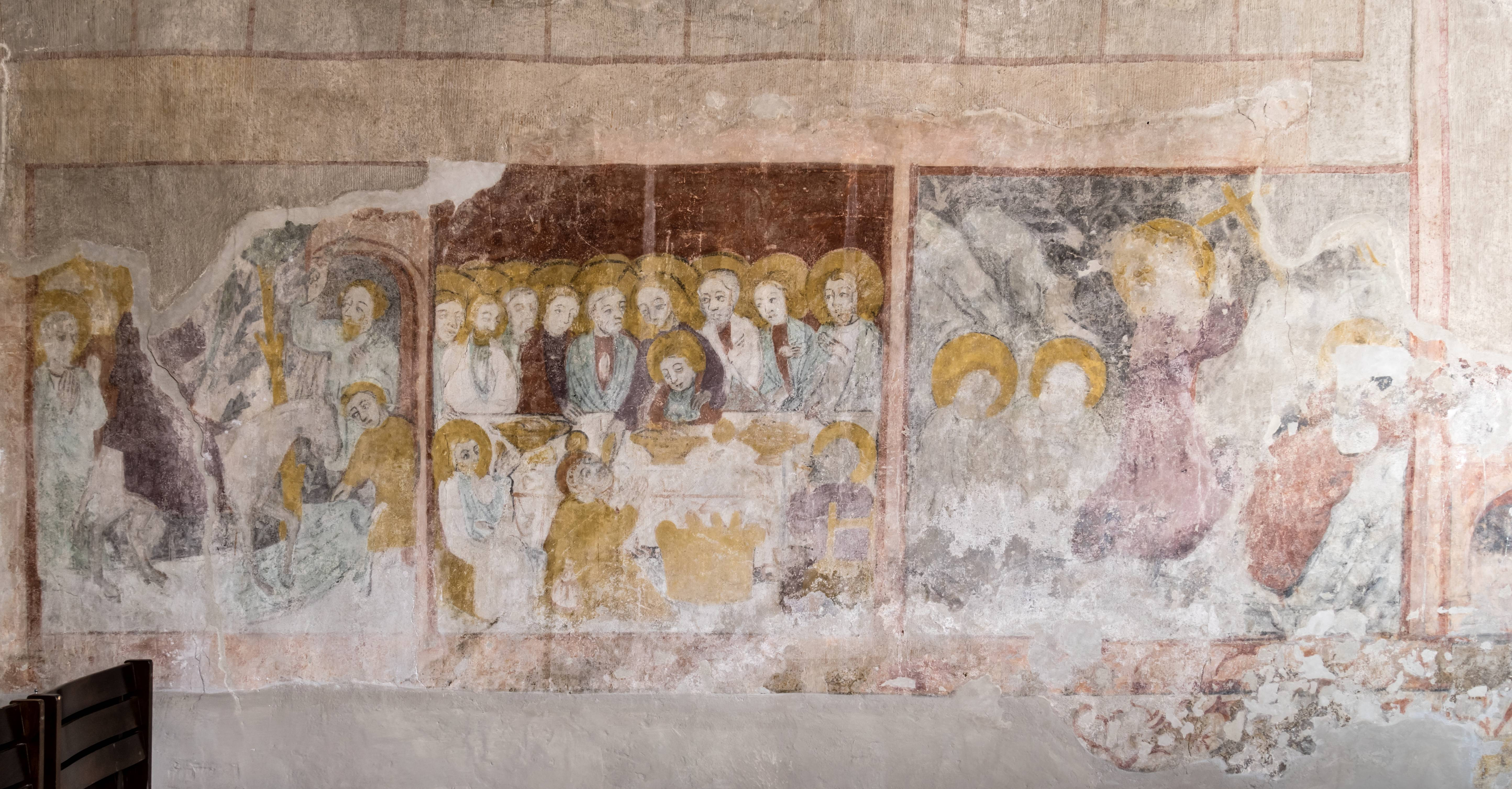
Nordwand inks: Einzug in Jerusalem / Abendmahl / Christus in Gethsemane
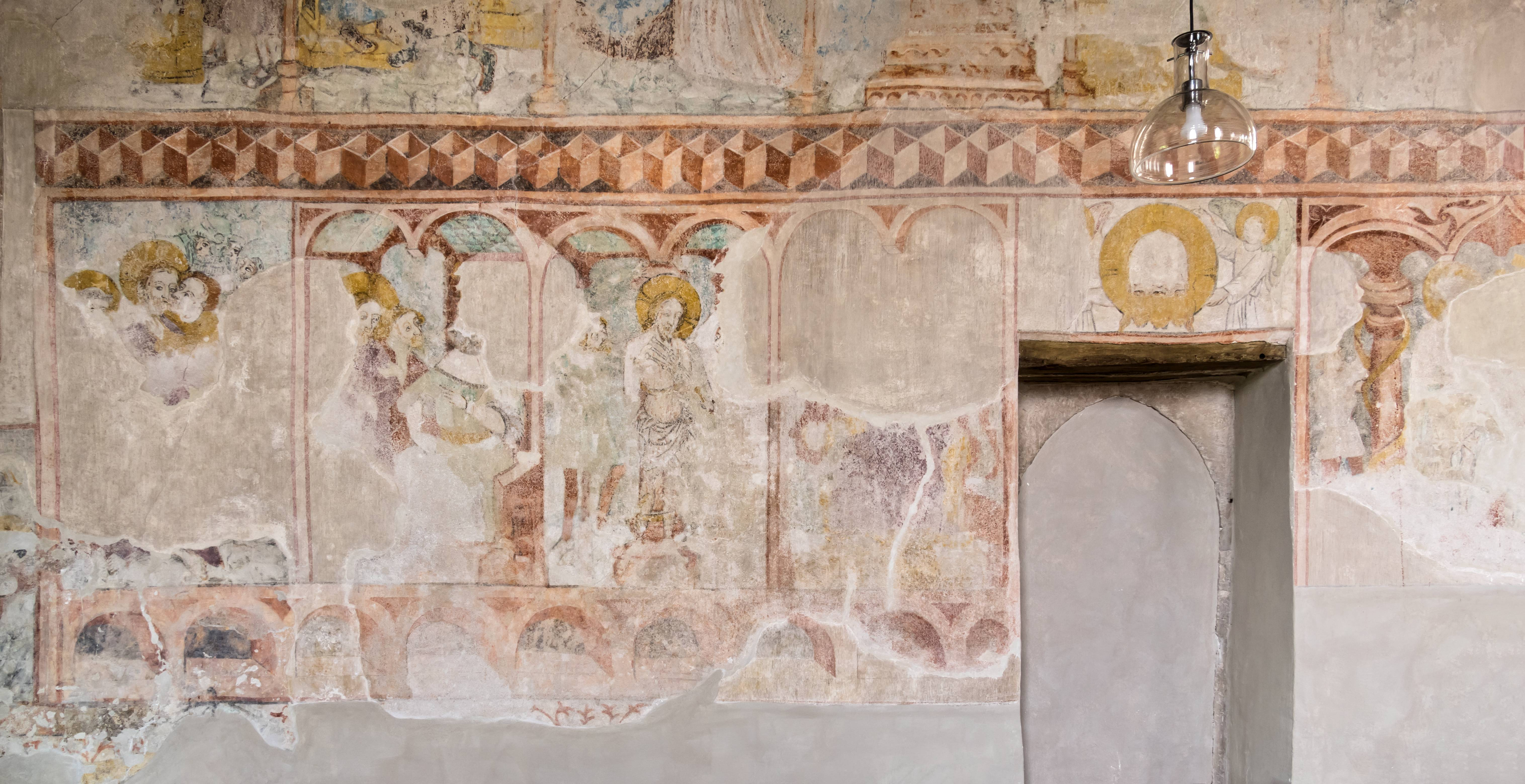
Nordwand Mitte: Judaskuss / fraglich / Geißelung / nicht erhalten
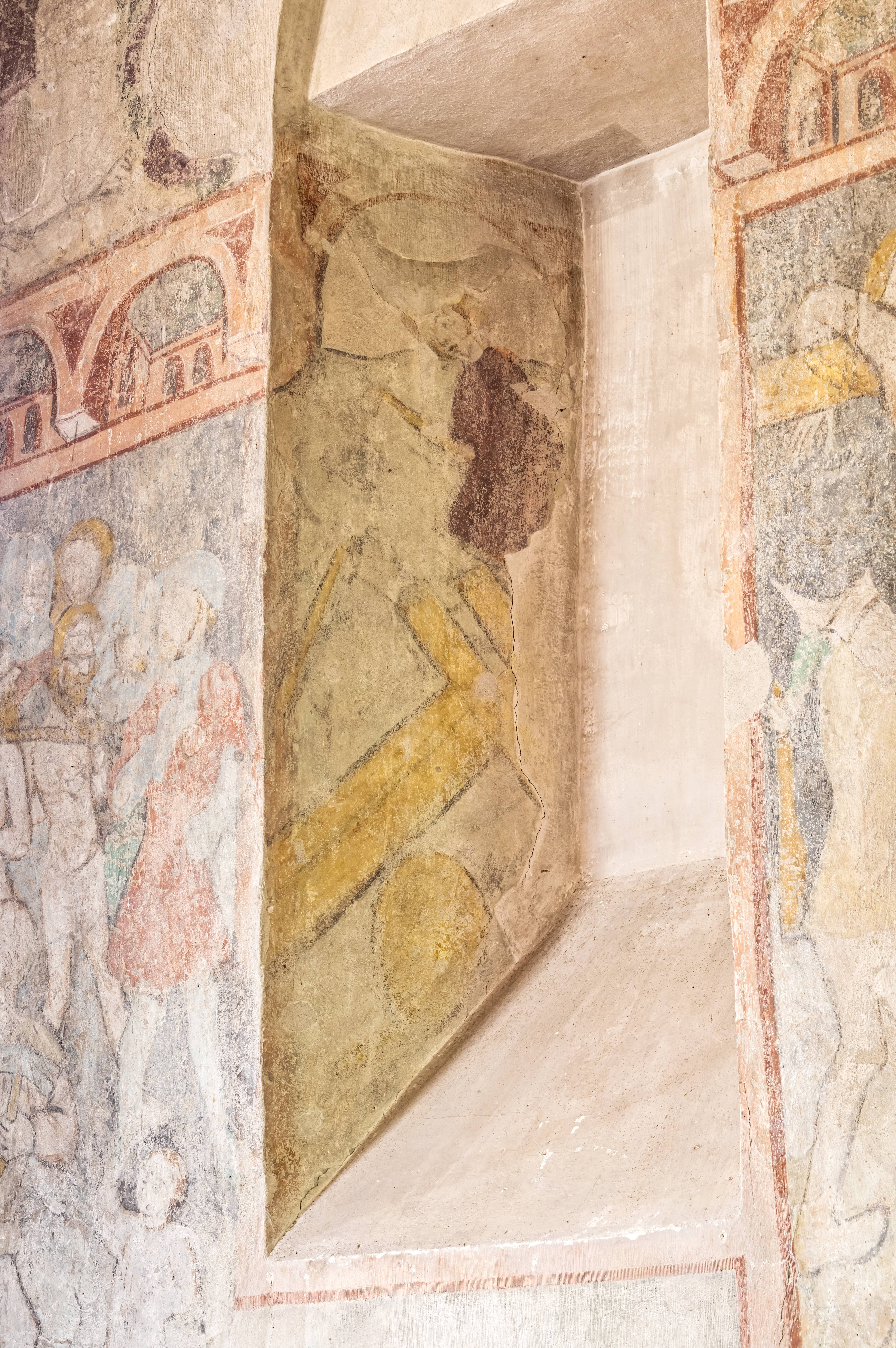
Südwand linke Fensternische: fraglich
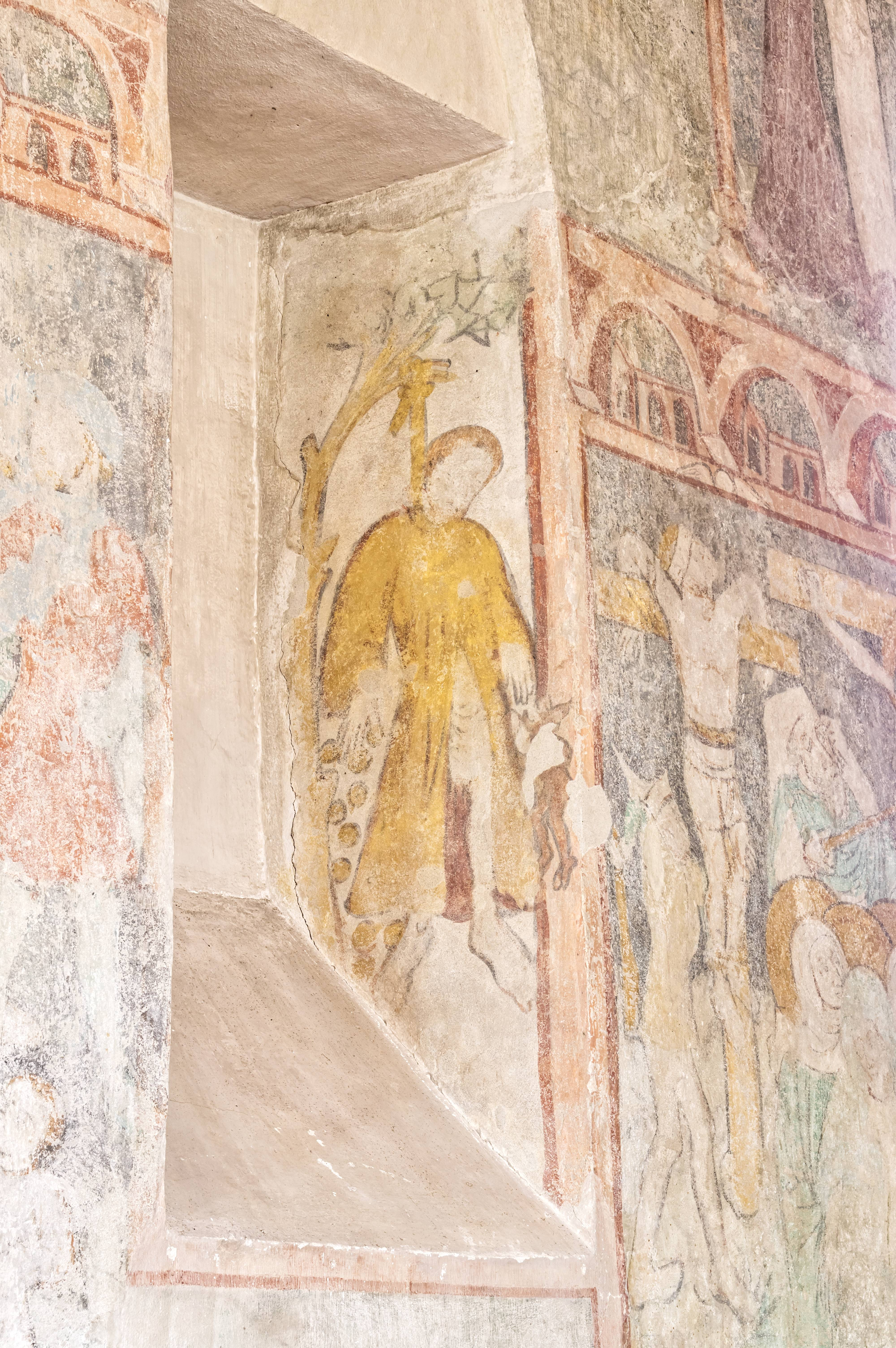
Südwand rechte Fensternische: Der erhängte Judas (selten dargestellt)
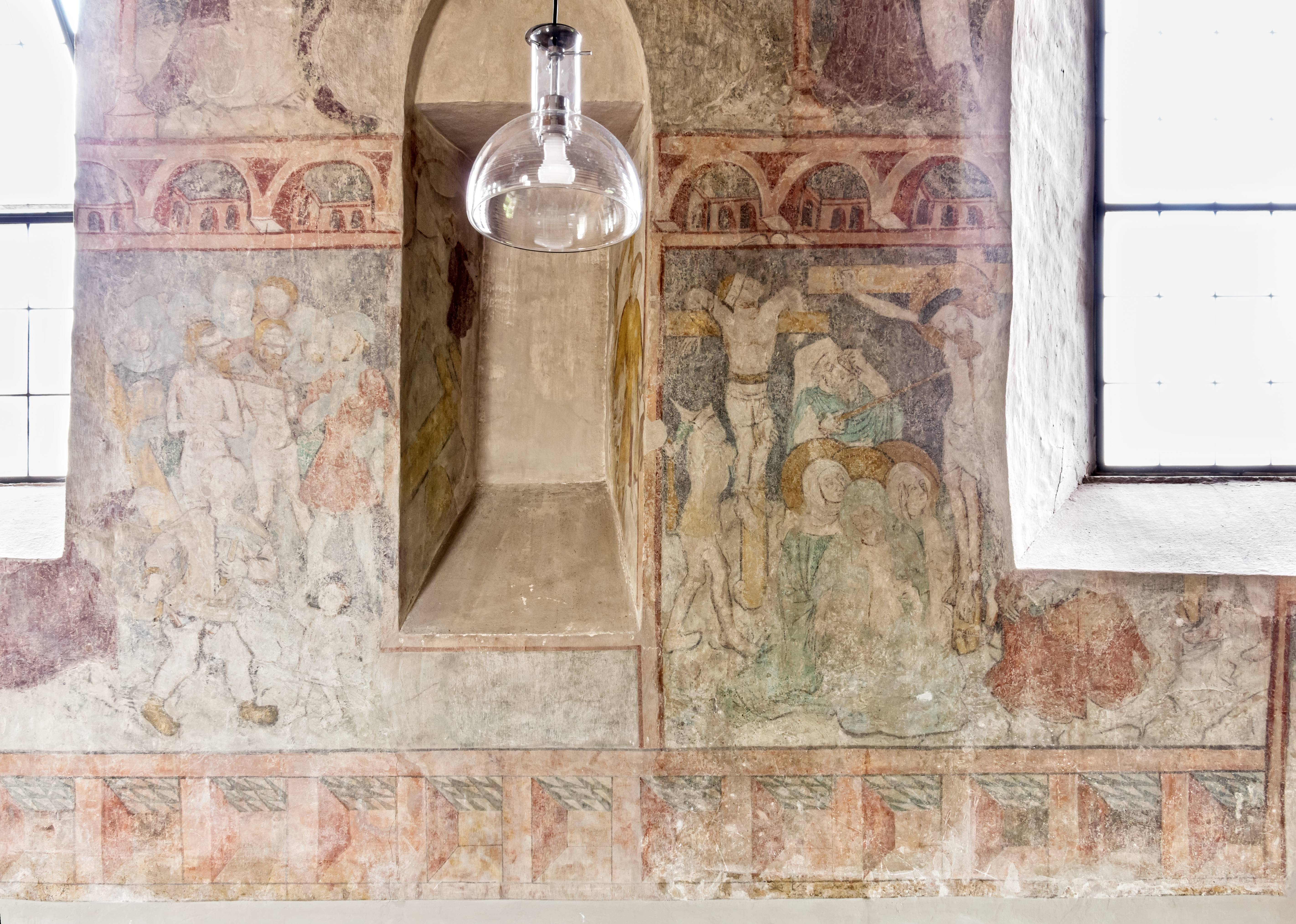
Südwand Mitte: Kreuzigungsszene / Kreuzabnahme und Grablegung
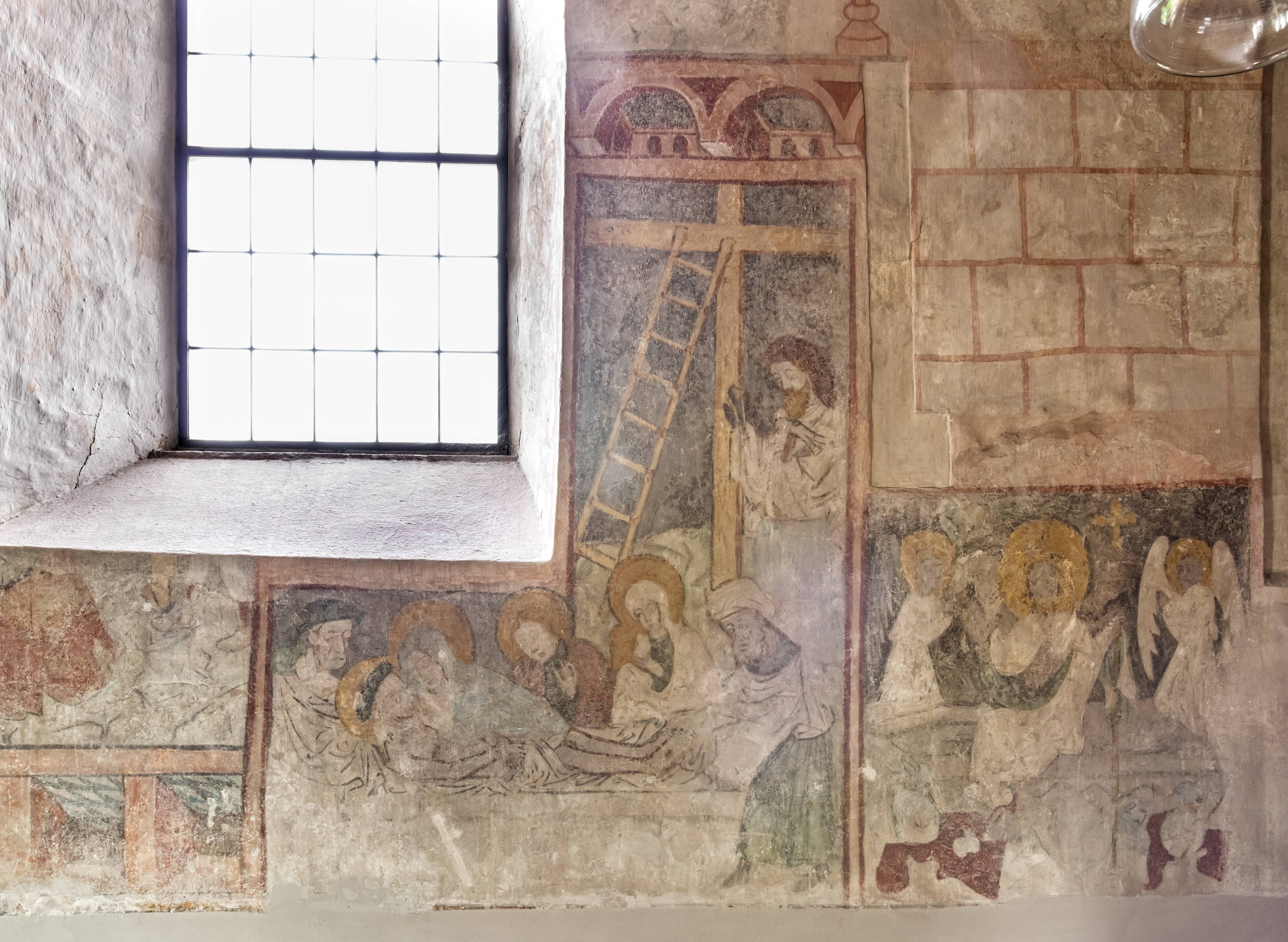
Südwand rechts: Kreuzabnahme und Grablegung / Auferstehung
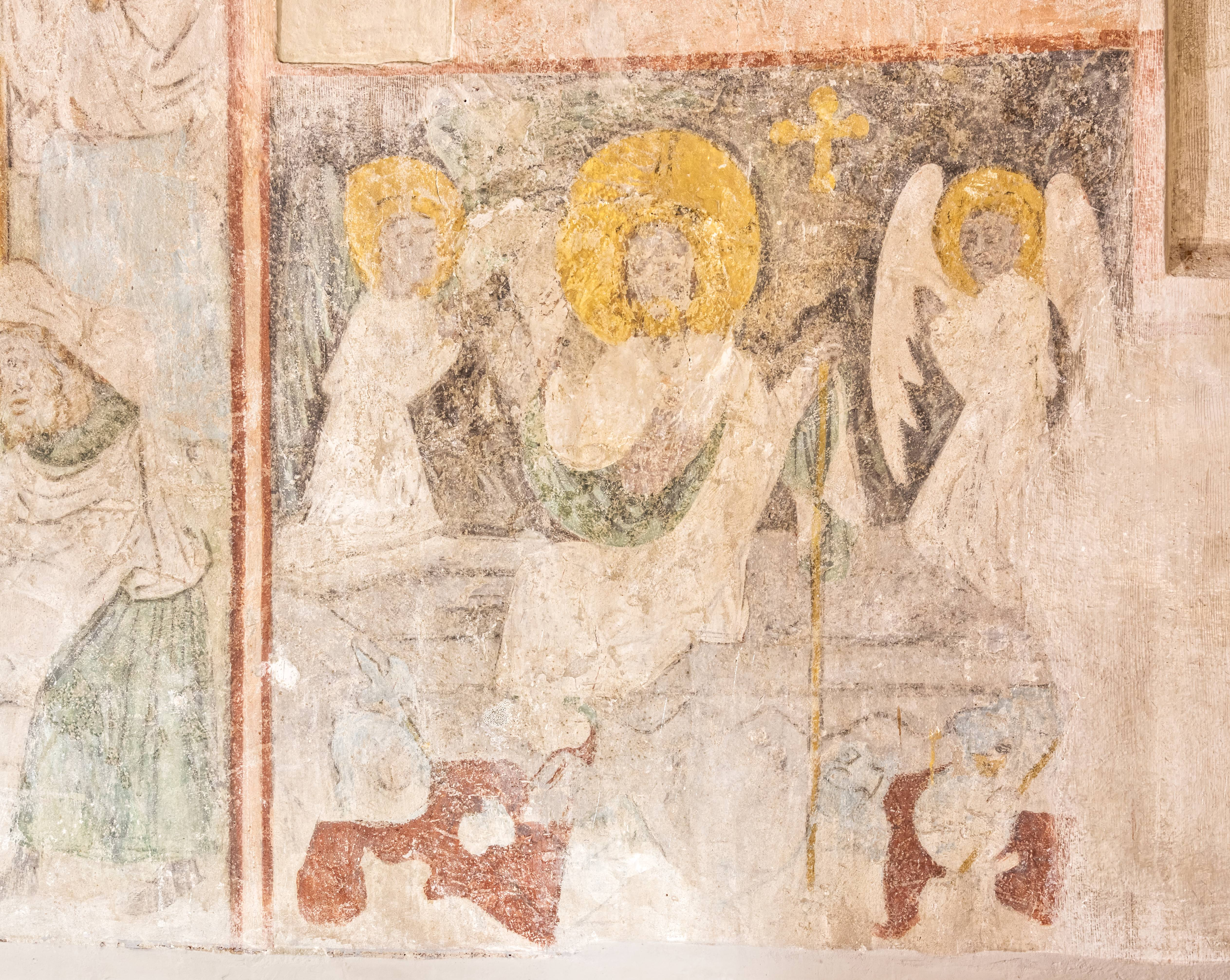
Südwand rechts: Auferstehung
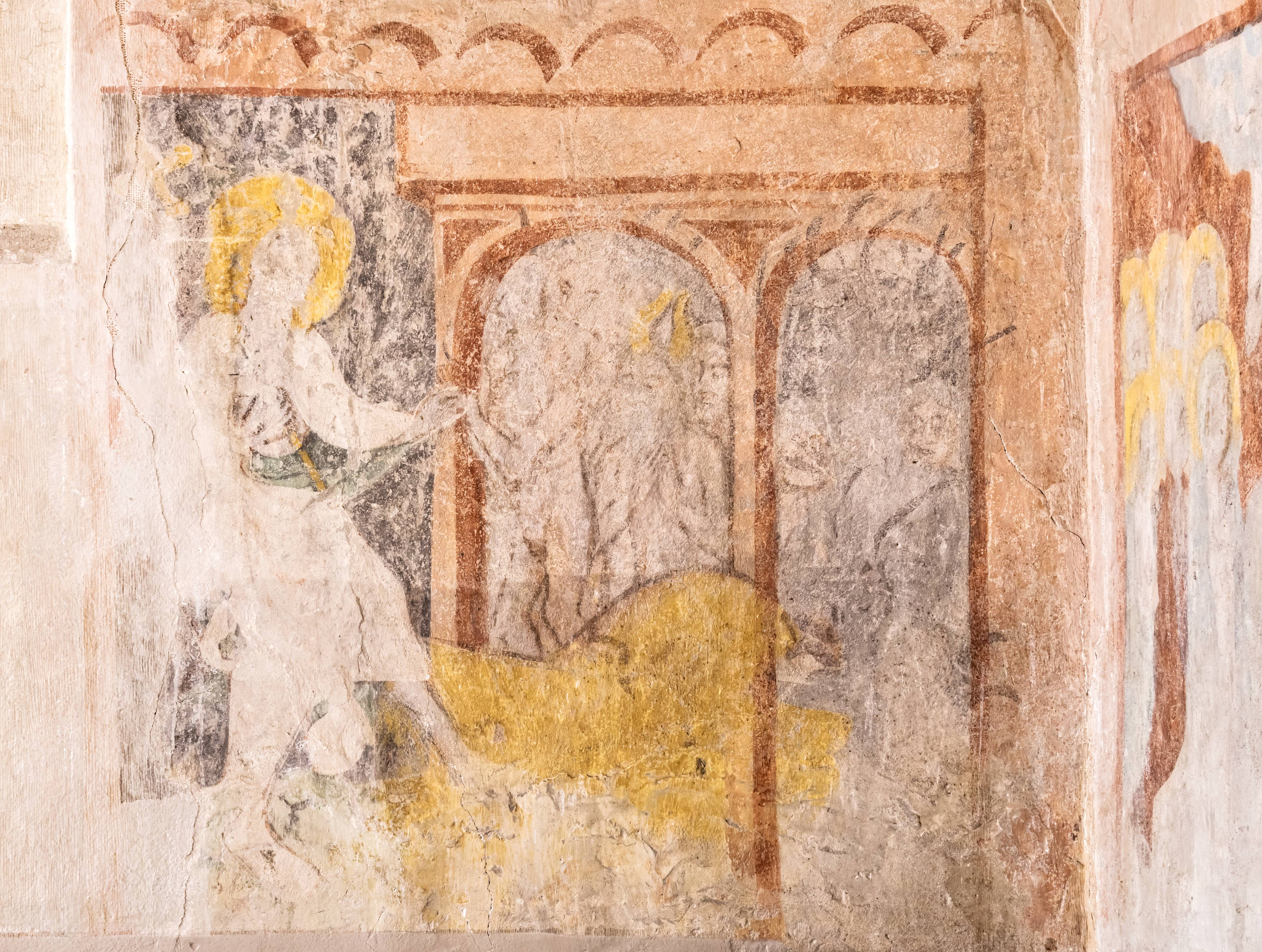
Südwand rechts: Christus in der Vorhölle
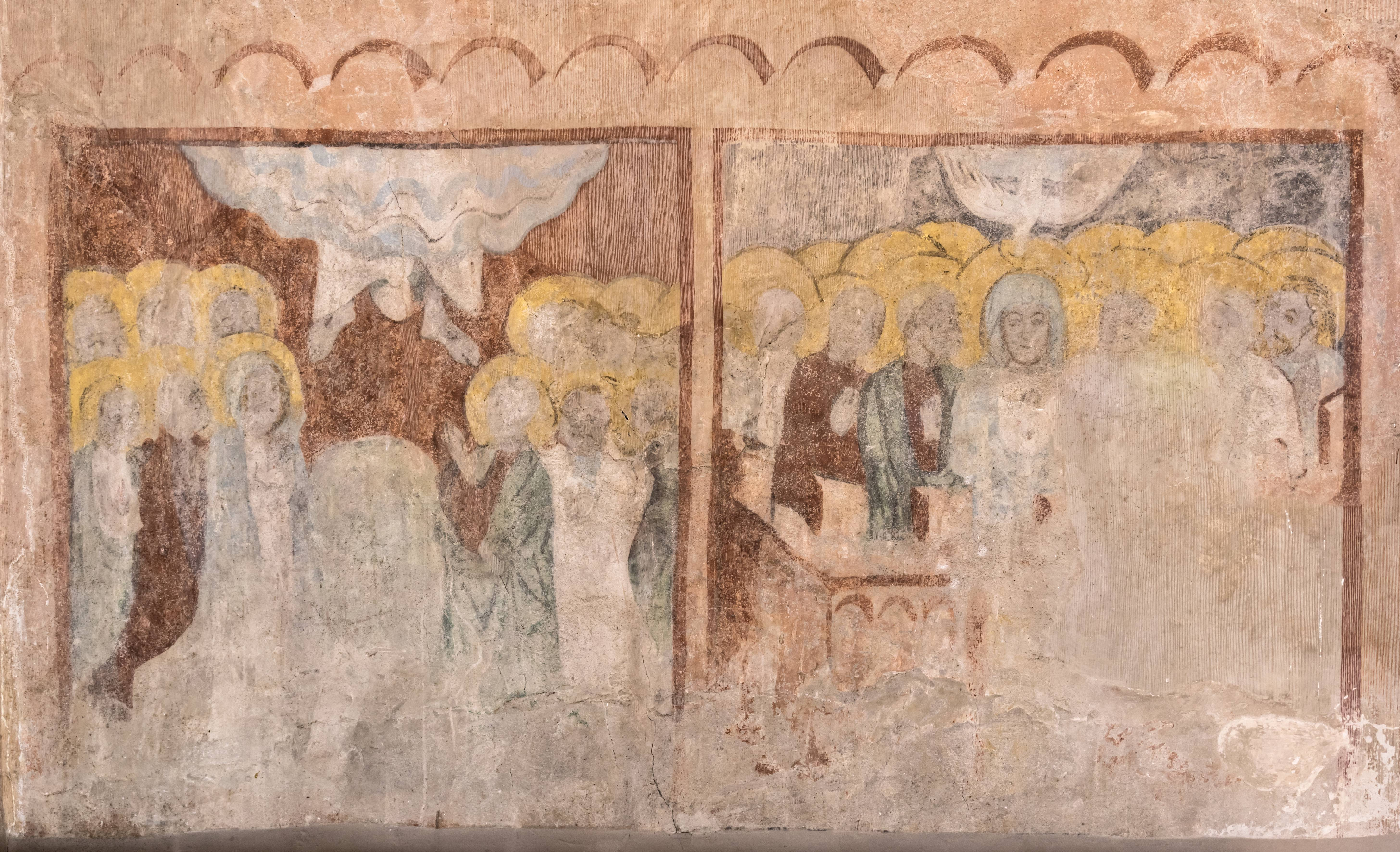
Westwand links: Christi Himmelfahrt / Pfingstszene

## Glocken
Im Kirchturm hingen seit dessen Errichtung immer zwei bis drei Glocken. Die größte, mit einem geschätzten Gewicht von 776 Kilogramm, war 1519 gegossen worden. Sie trug die Inschrift: „C.H. / O sanna heiß ich, Hans Majer Bester gos mich. 1519“. Diese Glocke entging der Einziehung als Rohstoff im Ersten Weltkrieg und war die älteste im Markgräflerland, als sie 1925 von der politischen Gemeinde Fischingen für ein neues Geläut in Zahlung gegeben und doch eingeschmolzen wurde, gegen den Protest des Kultusministeriums, der Denkmalpflege und zahlreicher Heimatvereine.  Die beiden größeren der von der Glockengießerei Bachert in Karlsruhe neu gegossenen Glocken mussten wiederum 1940 zur Verwendung in der Kriegsindustrie abgegeben werden; lediglich die mittlere kam nach dem Zweiten Weltkrieg vom Glockenfriedhof in Hamburg zurück. Die verlorene Luther-Glocke wurde 1965 durch eine neue ersetzt, wieder gegossen in Karlsruhe.
| Name           | Schlagton | Masse (kg) | Gussjahr | Gießer             | Inschrift |
| Luther-Glocke  | g′        | 655        | 1965     | Bachert, Karlsruhe | „Ein feste Burg ist unser Gott“' |
| Osanna-Glocke  | b′        | 366        | 1925     | Bachert, Karlsruhe | „Osanna heiß ich nach der Schwester die zersprungen, ihr Lied ich neu verkünde in evangelischen Zungen. Ehre sei Gott in der Höhe. Lukas 2, 14“   |
| Friedensglocke | d′′       | 81         | 1925     | Bachert, Karlsruhe | „Krieg war’s viel Edle fielen im Streit / Ich ruf es ob allem Leid im Land / fleißig zu halten die Einigkeit / Im rechten Geist das Friedensband“ |

## Orgel

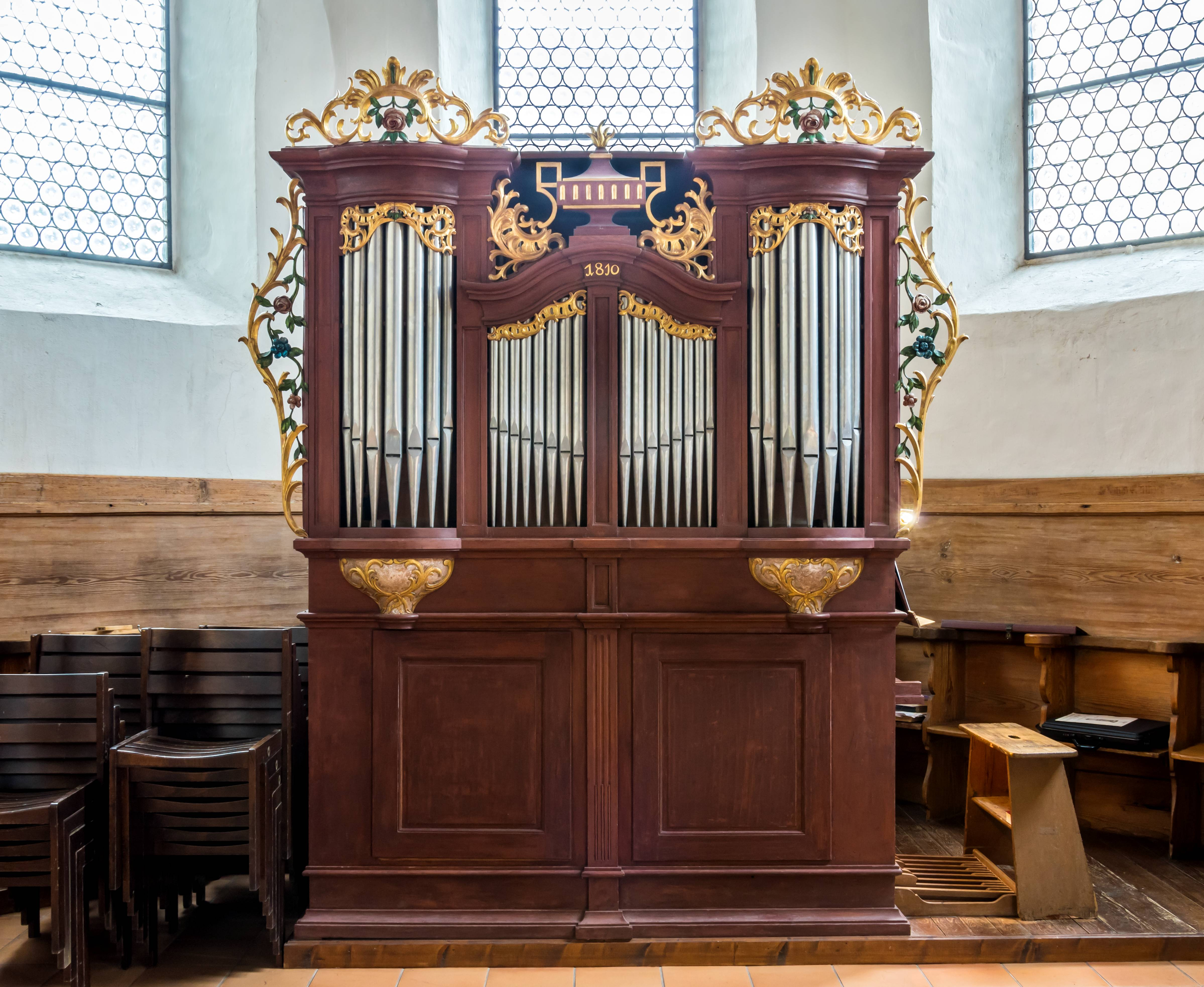
Die Orgel von Xaver Bernauer

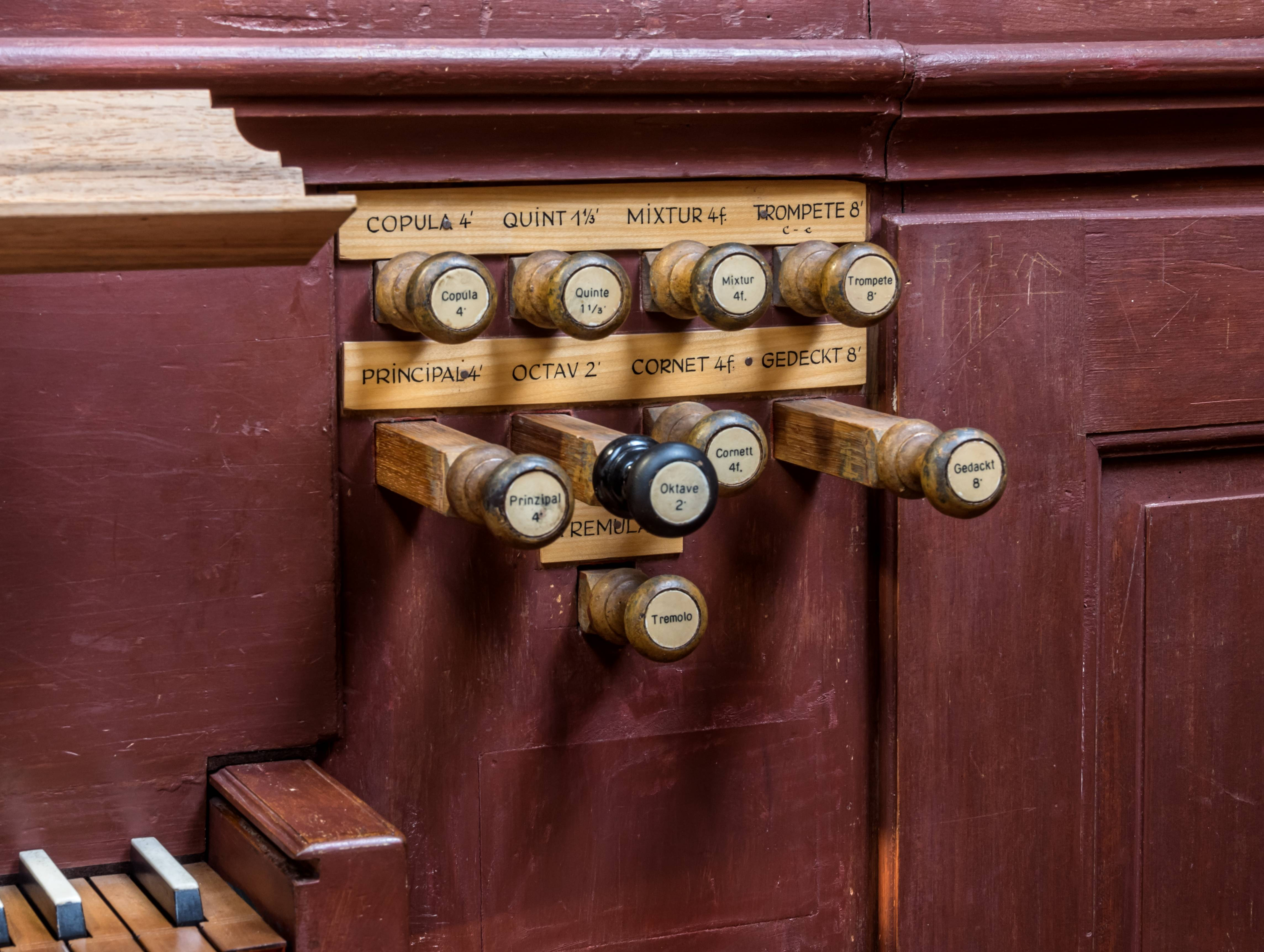
Registerzüge

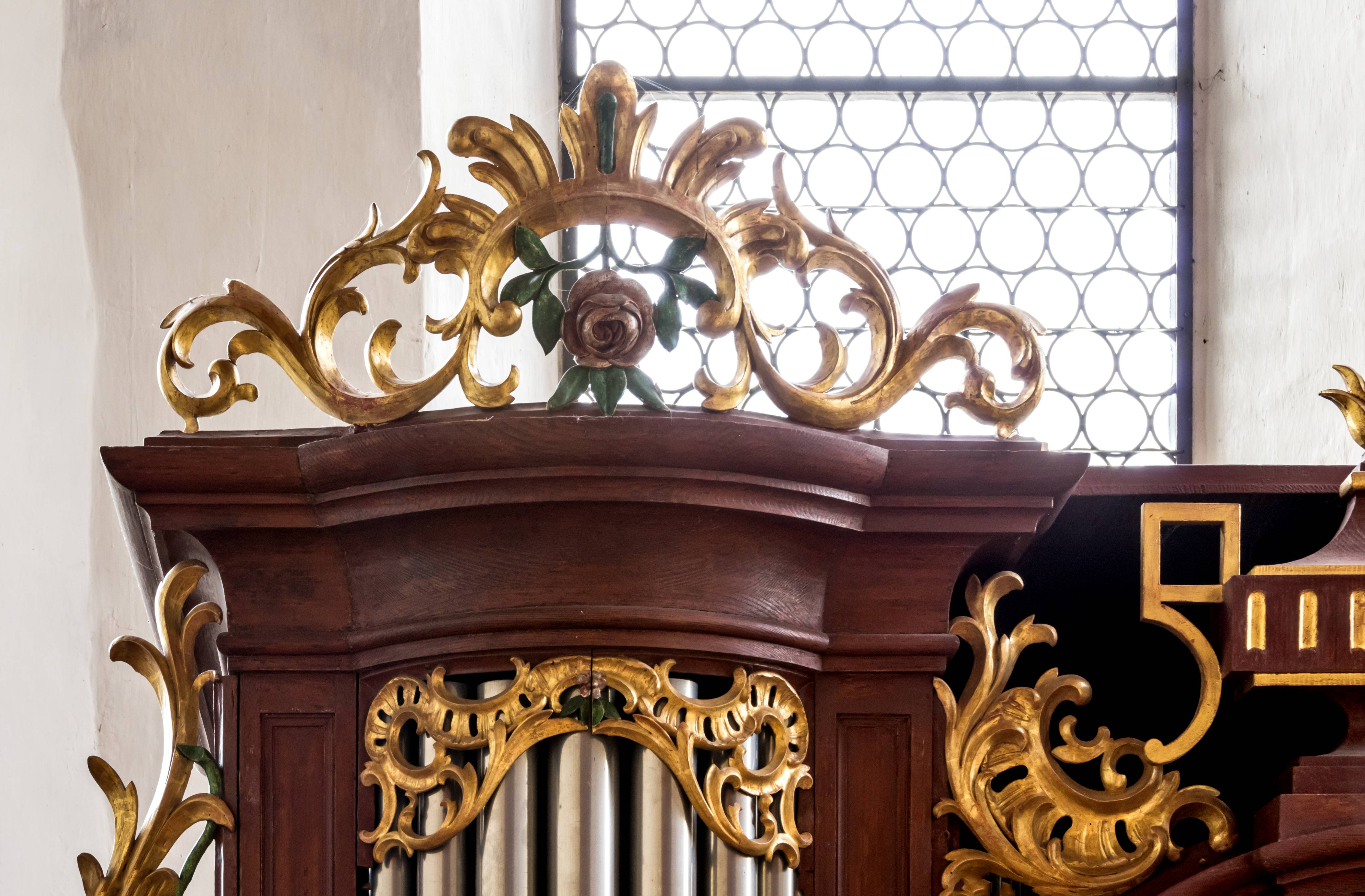
Verzierung des Instruments

Die heute unter Denkmalschutz stehende Orgel wurde 1810 von Xaver Bernauer (1768–1831) aus Staufen im Breisgau erbaut. Es handelt sich um die einzige fast vollständig erhaltene Orgel dieses Meisters, von dem neben einigen Prospekten nur noch in St. Ilgen das Werk der aus St. Cyriak (Sulzburg) stammenden Orgel existiert.
In den gerade am Oberrhein unsicheren und wechselvollen Zeiten der Französischen Revolution und der Koalitionskriege konnten nur wenige Gemeinden an der Anschaffung von neuen Orgeln denken. Der Vertrag vom 18. September 1810, in dem das herzustellende Instrument genau beschrieben ist, macht deutlich, wie schwer auch in Fischingen die Bezahlung fiel. Am Ende heißt es:
„Das Gehäuse solle von saubern roth Tannen Holz gemacht werden, und mit Bildhauer Arbeit verziehrt werden. Dieses wären also die Haupt Sachen, die nöthig sind hier anzumerken, über Haupt das Werk, gut und dauerhaft auf den Platz zu stellen, die Bildhauer, so wie die Schloßer Arbeit zu übernehmen, für alles dieses ist die genaueste Forderung Sechshundert und 35 Gulden Woran die Gemeind dem Orgelmacher Bernauer bey Stellung der Orgel 200 fl baar den Ueberrest auf Georgii 1812. zu zahlen verspricht zu Abholung der Orgel hat sich die Gemeind anerboten, und beim Aufstellen den Orgelmacher Kostfrey zuhalten, hingegen verspricht derselbe Jahr und Tag vors Werk gut zu stehen.“
Der größere Teil des ohnehin geringen Kaufpreises musste danach erst fast eineinhalb Jahre nach Lieferung der neuen Orgel gezahlt worden. Die wurde nämlich schon im November 1810 in Staufen abgeholt und am 29. Januar 1811 war sie fertiggestellt. Offensichtlich handelte es sich um ein mangels Aufträgen auf Vorrat gefertigtes Instrument, das der Orgelbauer also schon längst vorfinanziert hatte. Dass er sich auf derartige Geschäfte einlassen musste, zeigt die damalige Not seines Gewerks und macht es verständlich, dass er, nachdem er 1823 in Gant (Konkurs) gefallen war, 1831 verarmt starb.
Die Orgel hat eine mechanische Spiel- und Registertraktur mit acht Registern. Die Spieleinrichtung befindet sich an ihrer Seite des Instruments und verfügt über ein Manual und ein angehängtes Pedal.
| Manual C–c3 |    |
| Bordun      | 8′ |
| Principal   | 4′ |
| Flöte       | 4′ |
| Quint       | 3′ |
| Octav       | 2′ |
| Cornet V    |    |
| Mixtur IV   | 1′ |
| Trompete    | 8′ |

Die Orgel wurde 1950 von E. F. Walcker restauriert; ebenso in den Jahren 1971 bis 1972 von Peter Vier aus Oberweier. Das gesamte Werk mit Bälgen, Windlade und Klaviaturen ist original. Von den Registern gilt das für Bordun, Flöte, Quint und (bis auf die Pfeifen im Prospekt) Principal und Octav, die weiteren Register sind nach der vorgefundenen Disposition ersetzt.
Bei der letzten Restaurierung wurde die Orgel in den Chor versetzt, weil aufgrund der Entfernung der Empore über dem Haupteingang der Kirche ihr ursprünglicher Standort wegfiel.